# Cantharocnemis felderi
Cantharocnemis felderi es una especie de escarabajo longicornio del género Cantharocnemis, tribu Cantharocnemini, orden Coleoptera. Fue descrita científicamente por Westwood en 1866.

## Descripción
Mide 25-39 milímetros de longitud.

## Distribución
Se distribuye por Sudán.